# غارات المدن الجامعية الإيرانية 2009
وقعت غارات المدن الجامعية الإيرانية 2009 في 14 يونيو 2009 (أو في 24 خرداد بالتقويم الهجري الشمسي) في العديد من المدن الجامعية في جميع أنحاء إيران. قام بتنفيذ الغارات ميليشيا الباسيج التي ترعاها الدولة ضد طلاب يشتبه في مشاركتهم في احتجاجات الانتخابات.

## الغارات
تمت مداهمة المدن الجامعية لجامعة طهران، أكبر جامعة عامة في جمهورية إيران الإسلامية، من قبل ميليشيا الباسيج. وذكر سقوط ثلاثة رجال وامرأتين، قتلى أو جرحى على يد الباسيج.
ووقعت اضطرابات بين الطلاب والباسيج في جامعة أمير كبير في طهران، وفي جامعة سيستان وبلوشستان، وفي جامعة رازي في مدينة كرمانشاه، وفي جامعة مارتدران؛ وكانت جامعة فردوسي في مدينة مشهد، على وجه الخصوص، مسرحًا لأعمال العنف بين الطلاب وأعضاء كل من الباسيج وجماعة أنصار حزب الله.

## رد فعل
استقال مائة وتسعة عشر عضوًا من أعضاء هيئة التدريس في جامعة طهران في 15 يونيو 2009 احتجاجًا على الغارة. أدان علي لاريجاني، رئيس مجلس الشورى الإيراني، الغارة وألقى باللوم على وزارة الداخلية؛ وبالتالي، أمرت وزارة الداخلية بإجراء تحقيق في الحادث.
كتبت جمعية دراسات الشرق الأوسط في أمريكا الشمالية (MESA) رسالة إلى آية الله علي خامنئي تدين المسؤولين الإيرانيين بسبب الغارات الجامعية واعتقال الطلاب.

## وصلات خارجية
- Video footage of the raid, broadcasted by BBC Persian, 22 Feb. 2010 (8 months after the raid)